# Xu Yang (calciatore 1974)
Xu Yang (徐陽T, 徐阳S, Xú YángP; Shenyang, 6 giugno 1974) è un ex calciatore cinese, di ruolo centrocampista.

## Palmarès

### Club

#### Competizioni nazionali
- Coppa della Cina: 1

Beijing Guoan: 1997
- Supercoppa di Cina: 1

Beijing Guoan: 1997